# Lambaréné

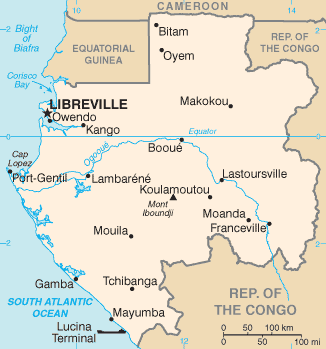
Kaart van Gabon

Lambaréné is een stad (milieu urbain, ville) en gemeente (commune) en de hoofdstad van de provincie Moyen-Ogooué van Gabon. De stad heeft ca. 40.000 inwoners en ligt even ten zuiden van de evenaar. De stad is bekend door het ziekenhuis dat Albert Schweitzer in 1913 daar stichtte en waar hij tot zijn dood op 90-jarige leeftijd in 1965 bleef werken.

## Geboren
- Didier Ibrahim N'Dong (17 juni 1994), voetballer

## Overleden
- Albert Schweitzer (1875-1965), Frans-Duits arts, filosoof, theoloog en musicus; in 1952 winnaar van de Nobelprijs voor de Vrede